# Bajina Bašta
Bajina Bašta (v srbské cyrilici Бајина Башта) je město na západě Srbska, nedaleko od hranic s Bosnou a Hercegovinou. Rozkládá se na břehu řeky Driny při ústí potoka Pilica do řeky a nedaleko národního parku a pohoří Tara. V roce 2011 zde žilo 9 133 obyvatel.

## Poloha
Administrativně spadá do Zlatiborského okruhu. Nedaleko města se nachází dvě vodní elektrárny; jedna na řece Drině (proti proudu, dále na jih) a další v pohoří Tara, za kterou se nachází Zaovinské jezero. 

## Historie
V roce 1834 byla Bajina Bašta jako moderní město postavena na místě původní vesnice s názvem Pljeskovo.
Název Bajina Bašta pochází od velkých ovocných a zeleninových zahrad osmanského šlechtice Baji (název doslova znamená Bajova zahrada), které se pěstovaly na březích řeky Pilice. Po útěku muslimů z oblasti srbského knížectví do Bosny a nebo do jiných částí Osmanské říše zde zůstalo opuštěné sídlo.
V roce 1858 se město stalo správním střediskem obce Rača. Dne 15. září 1872 udělil kníže Milan Obrenović IV. dekretem Bajině Baště statut města. Pro usnadnění výměny zboží mezi Srbskem a Bosnou byl v roce 1880 ve Skelanech otevřen první hraniční přechod. Ten se, stejně jako město s pravidelnou uliční sítí, objevuje na mapách třetího vojenského mapování z konce 19. století. Tehdy však stály domy jen okolo hlavního náměstí a několika málo ulic. Až později se město rozšířilo do dnešní podoby.
Po druhé světové válce přestalo hrát úlohu pohraničního sídla. Až rozpadem Jugoslávie došlo k vzniku státní hranice na řece Drině.

## Turistika
Bajina Bašta je také výchozím bodem pro turisty, kteří směřují do národního parku Tara. Město je v Srbsku známé díky domu, který je umístěn na skalním ostrohu uprostřed řeky Driny.

## Doprava
Do města vedou pouze silnice nižších tříd (údolím Driny, z nedalekého města Užice a z okolí Tary. U Bajiny Bašty stojí také silniční most a nachází se na něm hraniční přechod do Bosny a Hercegoviny (vesnice Skelani). Město nemá železniční spojení se zbytkem Srbska.